# Grecia en los Juegos Paralímpicos de Seúl 1988
Grecia estuvo representada en los Juegos Paralímpicos de Seúl 1988 por cuatro deportistas masculinos.

## Medallistas
El equipo paralímpico griego obtuvo las siguientes medallas:
| Nombre              | Deporte   | Evento                               |
| ------------------- | --------- | ------------------------------------ |
| Oro                 |           |                                      |
| —                   |           |                                      |
| Plata               |           |                                      |
| Kyriakos Griveas    | Natación  | 25 m espalda 1B masculino            |
| Bronce              |           |                                      |
| Christos Angourakis | Atletismo | Jabalina 1B masculino                |
| Georgios Toptsis    | Atletismo | Salto de longitud A6A8A9L6 masculino |
| Kyriakos Griveas    | Natación  | 50 m libre 1B masculino              |